# Steve Mifsud
Steve Mifsud (Melbourne, 25 agosto 1972) è un giocatore di snooker australiano.

## Ranking
| Stagione  | Ranking iniziale | Ranking finale   |
| --------- | ---------------- | ---------------- |
| 1991-1992 | Non classificato | 210              |
| 1992-1993 | 210              | 200              |
| 1993-1994 | 200              | 207              |
| 1998-1999 | Non classificato | 175              |
| 2003-2004 | Non classificato | 115              |
| 2007-2008 | Non classificato | Non classificato |
| 2014-2015 | Non classificato | 124              |
| 2015-2016 | 93               | 123              |
| 2019-2020 | Non classificato | 126              |
| 2020-2021 | Non classificato |                  |